# Ex cathedra
Ex cathedra is een Latijnse uitdrukking en betekent letterlijk: vanuit de zetel (gesproken vanuit de pauselijke cathedra). De uitdrukking heeft verschillende betekenissen:
- een beslissende en gezagvolle leeruitspraak van de paus
- iets op zeer belerende toon uitspreken
- voor een groep mensen een bepaalde materie doceren

Als een paus iets ex cathedra afkondigt, dan heet hij onfeilbaar te zijn. Sinds het Eerste Vaticaans Concilie in 1870 het dogma van de onfeilbaarheid heeft afgekondigd, heeft slechts eenmaal een paus ex cathedra gesproken, namelijk paus Pius XII, die in 1950 het dogma van de tenhemelopneming van Maria afkondigde.
Het Tweede Vaticaans Concilie (1962-1965) bevestigde de onfeilbaarheid van de paus met de uitspraak: Deze onfeilbaarheid bezit de paus, het hoofd van het college van bisschoppen, krachtens zijn ambt, wanneer hij als opperste herder en leraar van alle gelovigen, die zijn broeders versterkt in het geloof een leer omtrent geloof of zeden door een definitieve akt proclameert (Tweede Vaticaans Concilie, Lumen Gentium, Hoofdstuk 3, Artikel 8, alinea 25). De paus bezit deze onfeilbaarheid als Opvolger van Petrus wanneer hij ex cathedra spreekt, wat inhoudt dat hij in zijn officiële functie spreekt.
Een groep katholieken splitste zich, teleurgesteld over het dogma van de onfeilbaarheid, af van de Katholieke Kerk en vormden de Oudkatholieke Kerk.
Een aantal theologen, waaronder Hans Küng, wees er op dat de idee van een onfeilbaarheid onlogisch en onhoudbaar is omdat opeenvolgende pausen elkaar hebben tegengesproken.
Cathedra komt van het Oudgriekse καθησθαι (kathèsthai) wat zitten betekent. Men bedoelt er de zetel mee waarin paus en bisschoppen zitten. Het gebouw waarin vooraan, links van het altaar, zulke bisschoppelijke cathedra staat - de hoofdkerk van het bisdom - wordt daarom ook kathedraal genoemd.